# Campionato del mondo di calcio da tavolo 2006 - Categoria individuale veterans
Il Campionato del Mondo di Calcio da tavolo di Dortmund in Germania.
Fasi di qualificazione ed eliminazione diretta della Categoria Veterans (17 giugno).
Per la classifica finale vedi Classifica.
Per le qualificazioni delle altre categorie:
- individuale Open
- squadre Open
- individuale Under19
- squadre Under19
- individuale Under15
- squadre Under15
- squadre Veterans
- individuale Femminile
- squadre Femminile

## Girone 1
- Martijn Bom  -  Paul Remund 6-1
- Paul Remund  -  Erich Hinkelmann 1-6
- Martijn Bom  -  Erich Hinkelmann 2-1

## Girone 2
- Enrico Tecchiati  -  Harry Bijlstra 1-1
- Harry Bijlstra  -  Giorgos Dimakeas 0-2
- Enrico Tecchiati  -  Giorgos Dimakeas 1-0

## Girone 3
- Renzo Frignani  -  Anastasios Priftis 6-0
- Anastasios Priftis  -  Henri Cornu 2-3
- Renzo Frignani  -  Henri Cornu 4-2

## Girone 4
- Massimo Conti  -  Adrian Curtis 4-1
- Adrian Curtis  -  Laurent Garnier 2-2
- Massimo Conti  -  Laurent Garnier 2-1

## Girone 5
- Juan Carlos Granados  -  Fabrice Mazzaglia 7-3
- Fabrice Mazzaglia  -  Massimiliano Schiavone 1-1
- Juan Carlos Granados  -  Massimiliano Schiavone 2-3

## Girone 6
- Horst Deimel  -  Gareth Thomas 7-0
- Gareth Thomas  -  Jos Ceulemans 1-4
- Horst Deimel  -  Jos Ceulemans 7-1

## Girone 7
- Thierry Vivron  -  Benoît Jadot 2-0
- Benoît Jadot  -  Dimitris Kallos 0-1
- Thierry Vivron  -  Dimitris Kallos 4-2

## Girone 8
- Arturo Martínez  -  Jeff Jordan 3-1
- Jeff Jordan  -  Marcel Lange 1-1
- Arturo Martínez  -  Marcel Lange 0-0

## Girone 9
- René Bolte  -  John Lauder 5-0
- John Lauder  -  Luciano Pigozzi 1-1
- René Bolte  -  Luciano Pigozzi 4-0

## Girone 10
- Steve Grégoire  -  Thomas Winkler 1-0
- Thomas Winkler  -  Lionel Abecassis 1-0
- Steve Grégoire  -  Lionel Abecassis 1-2

## Girone 11
- Günther Bamberzky  -  Ton Timmers 7-0
- Ton Timmers  -  Severiano Gara 1-4
- Günther Bamberzky  -  Severiano Gara 2-1

## Girone 12
- Thossa Büsing  -  Thomas Walker 7-0
- Thomas Walker  -  Giorgos Drazinakis 2-4
- Thossa Büsing  -  Giorgos Drazinakis 3-2

## Girone 13
- José Leon  -  Roger Arn 8-2
- Roger Arn  -  Michael Hasieber 0-5
- José Leon  -  Michael Hasieber 2-0

## Girone 14
- Rainer Vogt  -  Stanislav Opl 3-2
- Stanislav Opl  -  Mario Spiteri 0-2
- Rainer Vogt  -  Mario Spiteri 3-1

## Girone 15
- Joël David  -  Jens Röttjer 1-0
- Jens Röttjer  -  Phil Redman 1-1
- Joël David  -  Phil Redman 1-1

## Girone 16
- Bob Varney  -  Peter Erb 5-0
- Peter Erb  -  Paulo Português 0-2
- Bob Varney  -  Paulo Português 6-0

## Sedicesimi di Finale
- Martijn Bom  -  Phil Redman 1*-1 d.c.p.
- Giorgos Dimakeas  -  Bob Varney 0-1
- René Bolte  -  Dimitris Kallos 1-2 d.t.s.
- Lionel Abecassis  -  Arturo Martínez 2-1
- Juan Carlos Granados  -  Severino Gara 3-0
- Jos Ceulemans  -  Thossa Büsing 4-1
- José Leon  -  Henri Cornu 1-2 d.t.s.
- Mario Spiteri  -  Massimo Conti 1-2
- Renzo Frignani  -  Michael Hasieber 3-0
- Laurent Garnier  -  Rainer Vogt 1*-1 d.c.p.
- Günther Bamberzky  -  Massimiliano Schiavone 0-4
- Giorgos Drazinakis  -  Horst Deimel 3-2 d.t.s.
- Thierry Vivron  -  Luciano Pigozzi 1-0
- Marcel Lange  -  Steve Grégoire 1-1* d.c.p.
- Joël David  -  Erich Hinkelmann 1-5
- Paulo Português  -  Enrico Tecchiati 1-5

## Ottavi di Finale
- Martijn Bom  -  Bob Varney 3-1
- Lionel Abecassis  -  Dimitris Kallos 2-1
- Juan Carlos Granados  -  Jos Ceulemans 3-1
- Henri Cornu  -  Massimo Conti 2-1
- Renzo Frignani  -  Laurent Garnier 3-0
- Giorgos Drazinakis  -  Massimiliano Schiavone 0-1
- Thierry Vivron  -  Steve Grégoire 0-3
- Erich Hinkelmann  -  Enrico Tecchiati 0-1

## Quarti di Finale
- Martijn Bom  -  Lionel Abecassis 1*-1 d.c.p.
- Juan Carlos Granados  -  Henri Cornu 3-2
- Renzo Frignani  -  Massimiliano Schiavone 5-3
- Steve Grégoire  -  Enrico Tecchiati 2-0

## Semifinali
- Martijn Bom  -  Juan Carlos Granados 4-2
- Renzo Frignani  -  Steve Grégoire 2-1 d.t.s.

## Finale
- Martijn Bom  -  Renzo Frignani 1-0